# Iglesia de San Lorenzo (Hontomín)

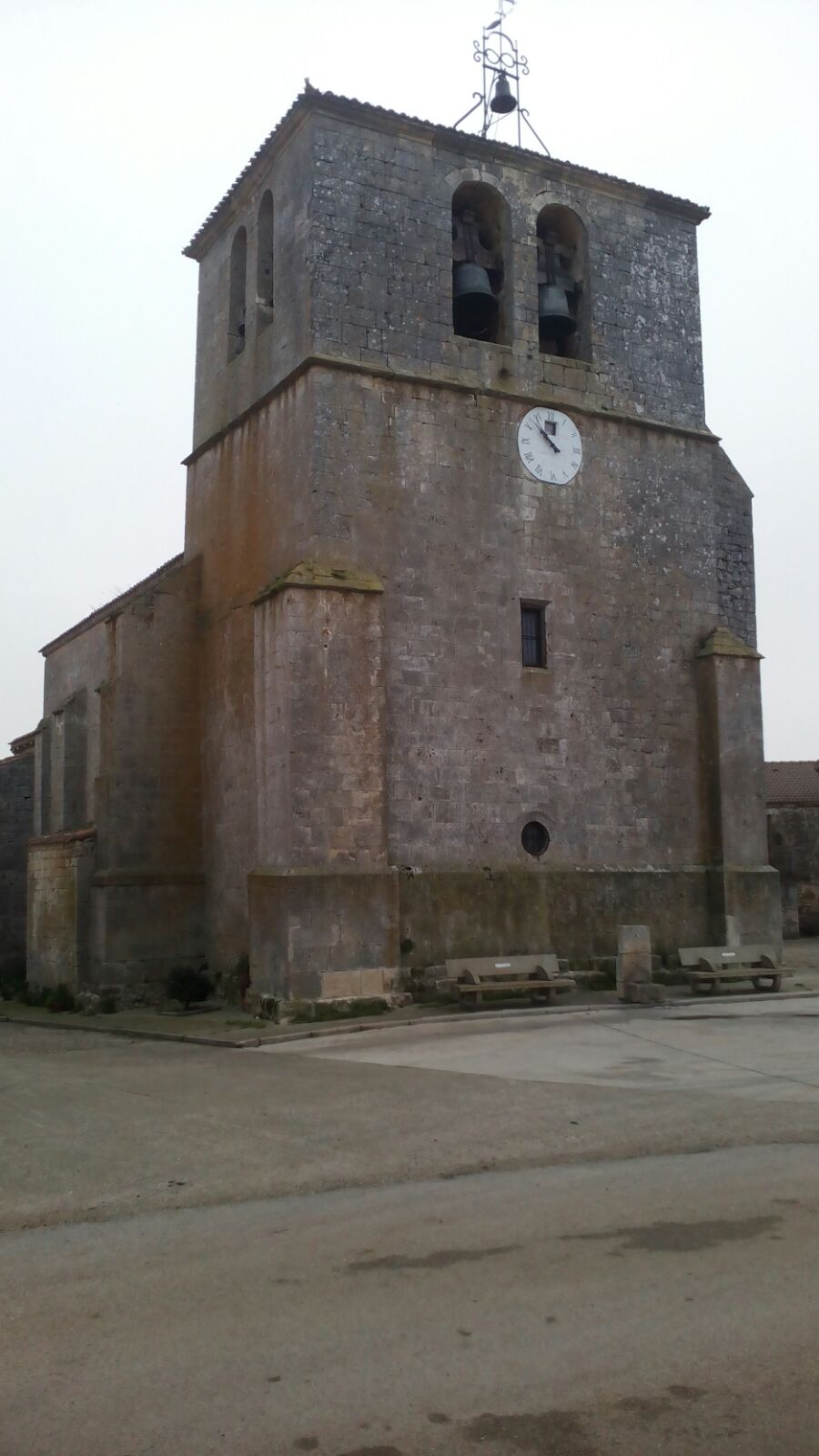
Fachada principal junto con el reloj y campanario

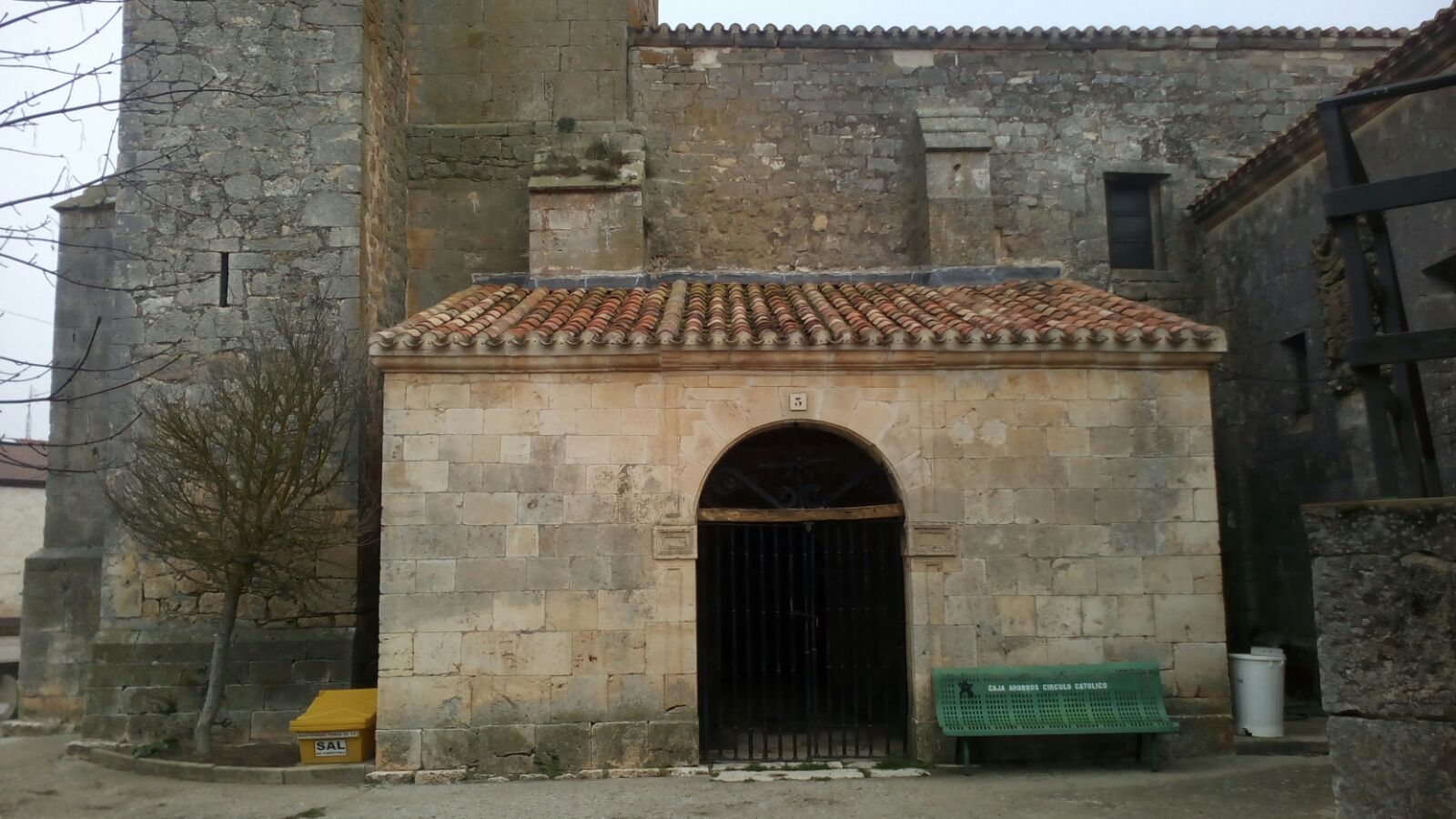
Entrada a la Iglesia desde el exterior.

## Introducción
La Iglesia de San Lorenzo es un edificio de tipo religioso situado en el municipio de Hontomin,al norte de la provincia de Burgos, en Castilla y León. Este dista de 20 km de la capital del municipio, Sotopalacios, y de 28 kilómetros de la capital de provincia, Burgos.

## Características principales
Se trata de una Iglesia de arte románico, consecuentemente perteneciente a los siglos X y XXI. Su situación respecto al resto del pueblo es central, ya que se encuentra en la Plaza Mayor de éste, marcando así un punto central en torno al que se han ido construyendo el resto de edificios de Hontomin.
Como su estilo nos indica, se trata de un edificio hecho a base de fuertes bloques de piedra sin trabajar, que constituyen grandes y elevados muros, empleando fuertes pilares y contrafuertes prismáticos como forma de sustentación de las bóvedas.
La Iglesia, se divide en cuatro zonas: el campanario, la nave central, una capilla (actualmente en desuso), y una pequeña sacristía.
La fachada no cuenta con muchas ventanas como es propio de su estilo ya que fue construida con una función defensiva y no estética. El edificio cuenta con dos ventanas principales que dan luz a la nave central. Ambas visibles desde la parte exterior en la fachada principal y la trasera.
Hay otra ventana redonda de menor tamaño, que se encarga de dar luz a la pila bautismal situada justo bajo ésta. 
Por último, existe otra ventana perteneciente a otro de los habitáculos de la Iglesia, que es la sacristía, la cual se encuentra en un lateral de la nave y fue posteriormente añadida.
El pórtico del edificio no se encuentra en la fachada principal, sino en el otro lateral de la nave que ha sido recientemente reformada debido a su deterioro por el paso del tiempo. Esta entrada no es de gran tamaño y se trata de un arco de medio punto(siglo XVIII).
Su planta es en forma de "T", que da lugar a una Iglesia de una nave con crucero.
Cabecera con ábside semicircular en el tramo inferior, que se vuelve poligonal en el tramo superior.
Existe un segundo piso que en la actualidad es empleado por los habitantes del municipio como coro, al cual se accede por unas pequeñas escaleras laterales en forma de caracol. Esto antiguamente se utilizaba como punto de refugio en caso de ataque, con la disponibilidad de una larga cuerda que va anclada desde las campanas hasta el suelo, para poder utilizar su sonido como alerta rápida y clara.

## El campanario
Su campanario ha sido también recientemente reformado debido a su mal estado. Ha sido restaurado, iluminado,limpiado y vallado. Para acceder a dicha parte de la Iglesia, existen unas escaleras de acceso exterior también en forma de caracol. Estas son de piedra y llegan hasta el campanario,donde se sitúan las también recién restauradas campanas, que tocan al ritmo de las horas del día, controladas por el reloj de estilo barroco (siglo XVII-XVIII) del que dispone la fachada principal. Este reloj requiere un mantenimiento muy específico, ya que se trata de un aparato muy antiguo que se controla manualmente. Esta labor a día de hoy es llevada a cabo por un vecino del municipio, quien se encarga de hacer una revisión diaria del aparato para su correcto funcionamiento.

## Un pasadizo oculto
Como curiosidad general de la Iglesia de San Lorenzo respecto a Hontomin y sus alrededores, se hizo una expedición que confirmó la existencia de un pasadizo del cual hablaban sus vecinos. Éste comenzaba en un agujero que hay debajo del altar de la Iglesia (actualmente tapado), que conducía a una cueva fuera del pueblo. En dicha expedición se confirmó su recorrido, pero no se pudo realizar debido a las malas condiciones en las que se encuentra y al movimiento que han presentado las rocas en las que estaba cavado, que no permitieron el paso a las personas que lo llevaron a cabo.